# Acaronia vultuosa
Acaronia vultuosa es una especie de peces de la familia Cichlidae en el orden Perciformes.

## Morfología
Los machos pueden llegar alcanzar los 12,2 cm de longitud total.

## Hábitat
Vive en zonas de clima tropical.

## Distribución geográfica
Se encuentran en Sudamérica:  cuenca del río Orinoco en Colombia y Venezuela (incluyendo los ríos  Casiquiare, Inírida,  Caura y Vichada) y río Negro en Brasil y Venezuela.